# Morrissey
Steven Patrick Morrissey, känd som Morrissey, född 22 maj 1959 i Davyhulme i Trafford, Greater Manchester, är en brittisk sångare och textförfattare. 
Morrissey var sångare och textförfattare i bandet The Smiths åren 1982–1987 och har sedan 1988 varit verksam som soloartist.

## Musikstil
Morrisseys musik har rört sig mellan melodiös indiepop, alternativ rock och rockabilly. I The Smiths skrevs all musik av gitarristen Johnny Marr, medan Morrissey skrev all text. Som soloartist har Morrissey fortsatt att alltid skriva sina egna texter, medan musiken till stor del skrivits av bandmedlemmar som Alain Whyte, Boz Boorer, Jesse Tobias och Gustavo Manzur. Texterna har ofta varit melankoliska vardagsbetraktelser om depression och olycklig kärlek framfört med svart humor och litterära och kulturhistoriska referenser, samt inslag av samhällskritik.   

## Biografi
Morrisseys första band hette The Nosebleeds, men det var när han träffade Johnny Marr och bildade The Smiths som hans musikkarriär startade ordentligt och nådde stora framgångar. När The Smiths splittrades 1987 fortsatte Morrissey som soloartist.  
2013 publicerades Morrisseys självbiografi av Penguin Classics, och 2015 romandebuterade han på samma förlag med boken List of the Lost.
Morrissey har under hela sin karriär varit mån om att hemlighålla stora delar av sitt privatliv, samtidigt som han i sångtexter och intervjuer skildrat sig själv i ambivalenta och mystiska drag som mer eller mindre uttalat anspelat på celibat, homosexualitet eller bisexualitet. 
Morrissey föddes i Davyhulme, Trafford i Greater Manchester (dåvarande Lancashire) och fick sitt förnamn efter den amerikanska skådespelaren Steve Cochran. Föräldrarna sjukhusvaktmästaren Peter Morrisey och bibliotekarien Elizabeth Morrisey, född Dwyer, hade kommit till Manchester som invandrare från Irland. De hade även en dotter, Morrisseys äldre syster Jackie. Sedan tonåren har Morrissey lidit av depression och har i perioder fått receptbelagd medicin. Vid 11 eller 12 års ålder blev han vegetarian, och senare i vuxen ålder började han leva som vegan.
Han tilltalas inte med sina förnamn utan kallas endast Morrissey, även bland vänner. Genom åren har media och publik gett honom smeknamn som Moz, Mozza, Mozzer, Mozfather och Pope of Mope.

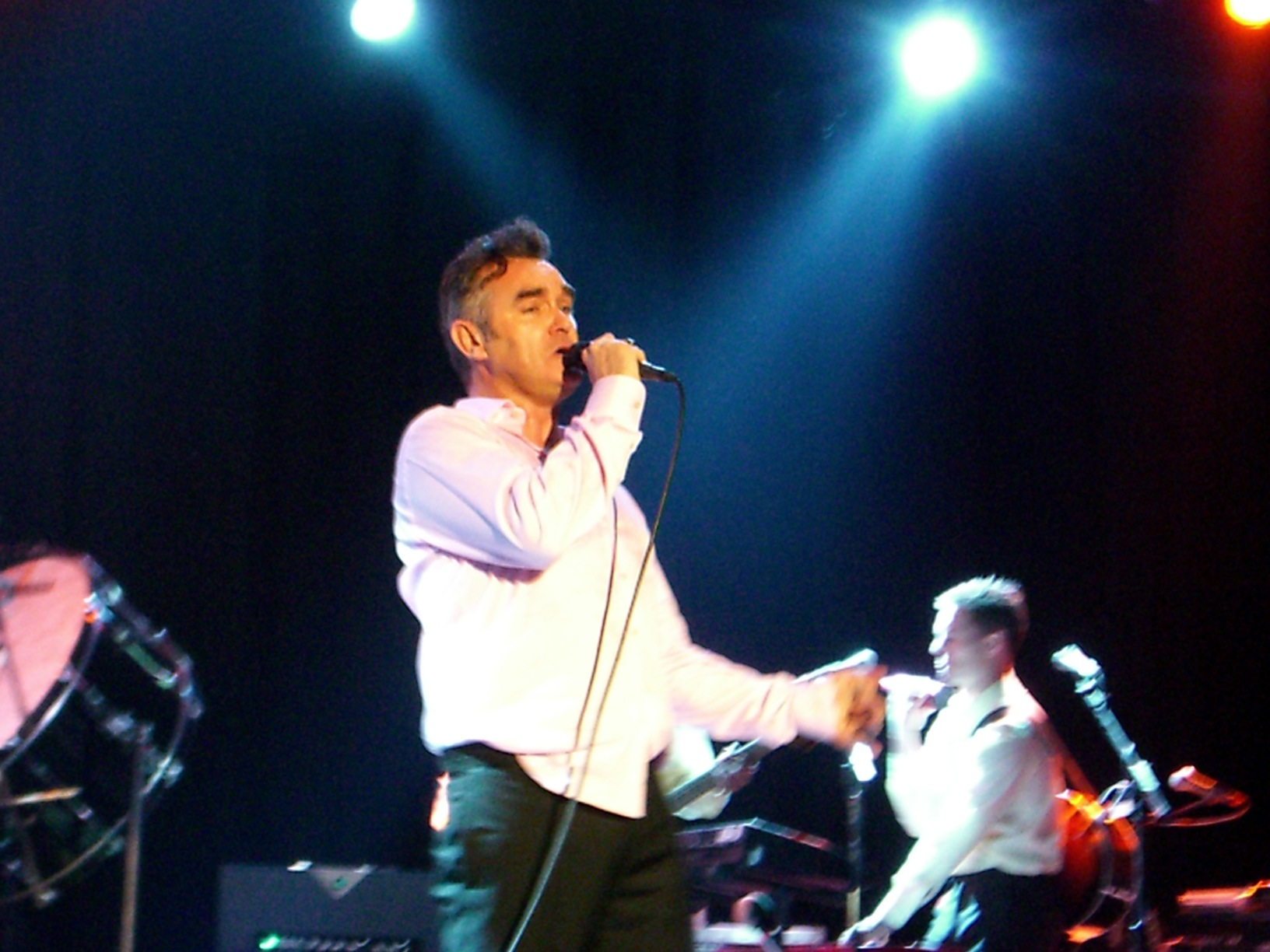
Morrissey i Austin mars 2006.

## Förebilder
Morrissey har vid ett flertal tillfällen berättat om sin kärlek till vinylsingeln och sextiotalspopen, exempelvis Sandie Shaw, Marianne Faithfull och Cilla Black. Han  har även nämnt Oscar Wilde, James Dean, David Bowie, Elvis Presley, George Best och The New York Dolls som inspirationskällor. I ungdomen var han ordförande för New York Dolls engelska fanklubb. En annan stor inspirationskälla har uppenbarligen varit teaterpjäsen (och sedermera filmen) A Taste of Honey, av Shelagh Delaney, från vilken han lånat textrader.
Morrisseys intresse för den brittiska popsångerskan Sandie Shaw resulterade i en rad återinspelningar av kända Smiths-låtar med Shaw på sång: Hand In Glove, I Don't Owe You Anything, Jeane samt den av Morrissey skrivna låten Please Help The Cause Against Loneliness som Morrissey själv bara har framfört i studio inför inspelningen av Viva Hate.
Han spelade 1994 in singeln Interlude med en av sina favoriter bland kvinnliga sångare, Siouxsie Sioux från Siouxsie And The Banshees, som gavs ut under namnet Morrissey & Siouxsie.

## Inspiration åt andra kulturpersonligheter
Det är många som tagit intryck av, och uppskattat Morrisseys verk, däribland J.K. Rowling, Bono, David Bowie, Kurt Cobain, Michael Stipe, Jeff Buckley, Noel Gallagher, David Byrne,  Joel Madden, Thom Yorke, Chris Martin, Jonathan Ross, Douglas Coupland, Ryan Adams, Peter Gabriel, Ricky Gervais, JT LeRoy, Pete Doherty, Pete Wentz, Jack Black,  Davey Havok, Gene, Emilie Autumn, Russell Brand, Matt Skiba, Magnus Carlson (Weeping Willows), Brandon Flowers och Kathy Burke. Douglas Couplands bok Girlfriend in a Coma är uppkallad efter en låt av The Smiths. Popbandet Suede har tagit sitt namn från Morrisseys låt Suedehead.
Morrissey har även varit en stor influens för flera svenska artister och författare. Håkan Hellström har direkt översatt eller refererat till textrader av Morrissey i sina egna låtar, exempelvis i Atombomb och Uppsnärjd i det blå. Författaren Peter Birro har sagt att låten Angel, Angel, Down We Go Together räddade honom från att begå självmord. John Ajvide Lindqvists roman Låt den rätte komma in har lånat sin titel från Morrisseys låt Let The Right One Slip In och i romanen Människohamn citeras ett flertal låttexter av Morrissey upprepade gånger. Henrik Berggren har sagt att Morrissey är något av det bästa som hänt världen. När technoproducenten Andreas Tilliander 2005 emottog en Grammis inledde han sitt tacktal med orden "Eftersom jag är djupt religiös vill jag börja med att tacka min gud; Morrissey".

## Kontroverser
Morrissey har sedan tidigt i karriären gjort sig ökänd för sina rättframma och vassa kommentarer. I sångtexter och intervjuer har han uttryckt sitt förakt mot regeringar, religion, skolsystem, den brittiska kungafamiljen, köttätare, kändisskap, musikindustrin och andra artister. 
Några unga lovande band sägs, halvt på skämt, ha drabbats av "The Curse of Morrissey" då deras karriär dött efter att Morrissey lovordat dem. Exempel på dessa är Easterhouse, Marion, The Woodentops, The Primitives, The Smoking Popes, Northside och Echobelly.

## Diskografi
Album och singlar med The Smiths

### Studioalbum
- Viva Hate - 22 mars 1988
- Kill Uncle 5 mars 1991
- Your Arsenal - 28 juli 1992
- Vauxhall and I - 22 mars 1994
- Southpaw Grammar - 28 augusti 1995
- Maladjusted - 12 augusti 1997
- You Are The Quarry - 18 maj 2004
- Ringleader of the Tormentors - 3 april 2006
- Years of Refusal - 13 februari 2009
- World Peace Is None of Your Business - 15 juli 2014
- Low in High School - 17 november 2017
- California Son - 2019
- I Am Not a Dog on a Chain - 2020
- Bonfire of Teenagers 2022

### Livealbum
- Beethoven Was Deaf - live - 10 maj 1993
- Live at Earls Court - 29 mars 2005

### Samlingsalbum
- Bona Drag - 25 oktober 1990
- World of Morrissey - 1995
- Suedehead: The Best of Morrissey - 1997
- My Early Burglary Years - 1998
- The Best of Morrissey - 2001
- Greatest Hits - 11 februari 2008
- Swords - 26 oktober 2009
- Very Best of Morrissey - 2011
- This Is Morrissey - 2018

### Specialutgåvor
- Viva Hate - Limited Edition - 30 juni 1998
- Southpaw Grammar (Remastered Edition)   - 7 juli 2008
- Maladjusted (Remastered Edition) - 2009
- Kill Uncle (Remastered Edition) - 2013

### Singlar
| - Suedehead 1988 - Everyday Is Like Sunday 1988 - The Last of the Famous International Playboys ... 1989 - Interesting Drug [CD] [live] 1989 - Interesting Drug [12] 1989 - Ouija Board, Ouija Board 1989 - November Spawned a Monster 1990 - Piccadilly Palare 1990 - The Last of the Famous International Playboys [12] 1990 - Our Frank 1991 - Sing Your Life 1991 - Pregnant for the Last Time 1991 - My Love Life 1991 - At KROQ [live] 1991 - We Hate It When Our Friends Become Successful 1992 - You're the One for Me, Fatty 1992 - Tomorrow 1992 - Certain People I Know 1992 - The More You Ignore Me, the Closer I Get 1994 - Hold on to Your Friends 1994 - Interlude 1994 - Now My Heart Is Full 1994 - Boxers [EP] 1995 - Dagenham Dave 1995 - Sunny 1995 - Boxers [Singel] 1995 | - Boy Racer [#2] 1995 - The Boy Racer [#1] 1995 - Alma Matters 1997 - Roy's Keen/Lost 1997 - Satan Rejected My Soul 1997 - Rare Tracks 1998 - Irish Blood, English Heart [US CD] 2004 - Irish Blood, English Heart [UK CD #1] 2004 - Irish Blood, English Heart [UK CD #2] 2004 - First of the Gang to Die [Attack Singel] 2004 - First of the Gang to Die [Sanctuary Singel] 2004 - First of the Gang to Die [UK CD #1] 2004 - First of the Gang to Die [UK CD #2] 2004 - Let Me Kiss You [CD #1] 2005 - Let Me Kiss You [CD #2] 2005 - I Have Forgiven Jesus [CD #1] 2005 - Redondo Beach 2005 - There Is a Light That Never Goes Out/Redondo ... 2005 - You Have Killed Me 2006 - The Youngest was the most loved 2006 - In the future when all's well 2006 - I just want to see the boy happy 2006 - In the future when all's well 2006 - That's how people grow up 2008 - All You need is me 2008 - I'm throwing my arms around Paris 2009 |

### Musikvideosamlingar & konsertinspelningar
- Hulmerist (1990) (VHS/DVD)
- The Malady Lingers On (1992) (VHS/DVD)
- Live in Dallas (1992) (VHS/DVD)
- Introducing Morrissey (1996) (VHS/DVD)
- !Oye Esteban! (2000) (DVD)
- Who Put the M in Manchester? (2005) (DVD)
- 25 Live (2013) (DVD)

## Inofficiella biografier och böcker om Morrissey
- Saint Morrissey: A Portrait of This Charming Man by an Alarming Fan av Mark Simpson
- Morrissey: Scandal and Passion av David Bret
- The Smiths: Songs That Saved Your Life av Simon Goddard
- Morrissey's Manchester av Phill Gatenby
- Morrissey: In His Own Words av Morrissey och John Robertson
- Morrissey and Marr: The Severed Alliance av Johnny Rogan
- Morrissey av Pat Reid
- Alle dage er som søndag av Jesper Sørensen
- Morrissey Shot av Linder Sterling
- How Soon Is Never av Marc Spitz